# République fédérale du Cameroun
 (avril 2017).
Si vous disposez d'ouvrages ou d'articles de référence ou si vous connaissez des sites web de qualité traitant du thème abordé ici, merci de compléter l'article en donnant les références utiles à sa vérifiabilité et en les liant à la section « Notes et références ».
1er octobre 1961 – 20 mai 1972
(10 ans, 7 mois et 19 jours)
Entités précédentes :
- Cameroun britannique (Cameroun méridional)
- République du Cameroun

Entités suivantes :
- République unie du Cameroun

La république fédérale du Cameroun (en anglais : Federal Republic of Cameroon) était un État fédéral naît le 1er octobre 1961 de la fusion de la république du Cameroun (ancien Cameroun français) et du Cameroun méridional (partie de l'ancien Cameroun britannique). L'existence des deux Cameroun est la conséquence profonde et majeure de la Première Guerre mondiale (1914-1918) qui eut aussi lieu sur le sol camerounais.
La république fédérale du Cameroun va du 1er octobre 1961 au 20 mai 1972 et est composée de deux États fédérés:
- le Cameroun oriental (ancien Cameroun sous tutelle de la France) ;
- le Cameroun occidental (ancien Cameroun méridional, partie du Cameroun sous tutelle du Royaume-Uni).

## Histoire

### Conférence constitutionnelle de Foumbam
L'objectif de la conférence constitutionnelle de Foumban était de créer une constitution pour le nouvel État fédéral groupant le Cameroun méridional britannique et la république du Cameroun. La conférence réunit des représentants de la république du Cameroun, dont Ahmadou Ahidjo, leur président, et des représentants du Cameroun méridional. Deux semaines avant la conférence de Foumban, des rapports indiquent que plus de cent personnes ont été tuées par des terroristes à Loum, Bafang, Ndom et Douala. Ces rapports inquiètent les partisans de l'unification qui souhaitent que le Cameroun britannique s'unifie avec le Cameroun français. Pour la conférence, le lieu de Foumban avait été soigneusement choisi pour donner l'impression à Ahidjo qu'il avait tout sous contrôle. M. Mbile, un représentant du Sud-Cameroun à la conférence, a noté : « Libérées de tous les troubles qui avaient effrayé les Camerounais anglophone, les autorités francophones avaient délibérément choisi l'endroit pour l'occasion. Toute la ville avait été nettoyée de manière exquise et les maisons avaient été badigeonnées à la chaux. La nourriture était bonne et les réceptions somptueuses. Le climat de Foumban, réel ou artificiel, a contribué à nous convaincre qu'en dépit des histoires de « meurtre et d'incendie », il pouvait exister au moins un îlot de paix à l'est du Mungo ».
Avant la conférence de Foumban, tous les partis du Sud-Cameroun, les conseils des autorités autochtones et les chefs traditionnels ont participé à la conférence de Bamenda, qui a décidé d'une proposition commune à présenter lors des négociations avec la république du Cameroun. Entre autres choses, la conférence de Bamenda s'est mise d'accord sur une fédération non centralisée afin de s'assurer qu'il y ait une distinction entre les pouvoirs des états et les pouvoirs de la fédération. La plupart des propositions de la Conférence de Bamenda ont été ignorées par Ahidjo. Certaines de ces propositions comprenaient une législature bicamérale et la décentralisation du pouvoir, mais au lieu de cela un système monocaméral a été établi avec un système de pouvoir centralisé.
Lors de la conférence de Foumban, Ahidjo a présenté aux délégués un projet de constitution. À la fin de la conférence, au lieu de créer une constitution entièrement nouvelle, les contributions des délégués du Sud du Cameroun ont été reflétées dans les suggestions faites au projet qui leur avait été initialement présenté. John Ngu Foncha et Ahidjo avaient l'intention que la conférence constitutionnelle de Foumban soit brève ; cependant, les délégués ont quitté la conférence de trois jours avec l'impression qu'il y aurait des conférences séquentielles pour continuer la rédaction de la constitution. Mbile notera plus tard : « Nous aurions peut-être fait plus si nous avions passé cinq mois au lieu de cinq jours à rédiger notre constitution à Foumban ». La constitution de la nouvelle république fédérale est convenue à Yaoundé en août 1961, entre Ahidjo et Foncha, en attendant l'approbation de la Chambre d'assemblée des deux États. En fin de compte, la Chambre d'assemblée du Cameroun occidental n'a jamais ratifié la Constitution, mais le 1er octobre 1961, la république fédérale du Cameroun a néanmoins vu le jour.

### Du multipartisme au monopartisme
Le 11 novembre 1961, Ahmadou Ahidjo invente les autres partis de l'Assemblée à rejoindre l'UC pour fonder un parti unique camerounais afin de développer la société et l'économie camerounaises :
« Je dis tout de suite qu’il est souhaitable qu’au Cameroun il y ait un grand parti unifié. En tout cas, moi, je le souhaite personnellement 
après une entente entre les différents partis qui existent. Un grand parti national unifié au sein duquel entreraient librement, après être convaincus, les Camerounais. Un parti au sein duquel existe une démocratie, la liberté d’expression, la liberté de discussion ; un parti au sein duquel peuvent exister plusieurs tendances, étant entendu que la minorité se rallie aux avis de la majorité ». L'Union des populations du Cameroun de Théodore Mayi Matip, le Parti socialiste camerounais de Charles Okala et le Parti des démocrates camerounais de André-Marie Mbida refuseront à la dérive autoritaire du Président.
Le 27 avril 1962, John Ngu Foncha et Ahmadou Ahidjo forment le « Groupe d’unité nationale » qui comprend tous les députés de l'Assemblée fédérale et le Comité de coordination UC-KNDP dont le but est d'éliminer le pluralisme politique dans les deux États fédérés.

#### Formation de l'UNC
|                    |                    |                    |                    |                    |                    |  |  |  |  |  |  | Kamerun National Democratic Party |  |  |  |  |  |                          |                          |                          |                          |                          |                          |  |  |  |  |                                       |                                       |                                       |                                       |                                       |                                       |  |  |  |  |  |  |  |  |  |  |  |  |  |  |  |  |  |  |  |  |
|                    |                    |                    |                    |                    |                    |  |  |  |  |  |  |                                   |  |  |  |  |  |                          |                          |                          |                          |                          |                          |  |  |  |  |                                       |                                       |                                       |                                       |                                       |                                       |  |  |  |  |  |  |  |  |  |  |  |  |  |  |  |  |  |  |  |  |
|                    |                    |                    |                    |                    |                    |  |  |  |  |  |  |                                   |  |  |  |  |  |                          |                          |                          |                          |                          |                          |  |  |  |  |                                       |                                       |                                       |                                       |                                       |                                       |  |  |  |  |  |  |  |  |  |  |  |  |  |  |  |  |  |  |  |  |
| Union camerounaise | Union camerounaise | Union camerounaise | Union camerounaise | Union camerounaise | Union camerounaise |  |  |  |  |  |  |                                   |  |  |  |  |  | Cameroon United Congress | Cameroon United Congress | Cameroon United Congress | Cameroon United Congress | Cameroon United Congress | Cameroon United Congress |  |  |  |  | Cameroon People's National Convention | Cameroon People's National Convention | Cameroon People's National Convention | Cameroon People's National Convention | Cameroon People's National Convention | Cameroon People's National Convention |  |  |  |  |  |  |  |  |  |  |  |  |  |  |  |  |  |  |  |  |
| Union camerounaise | Union camerounaise | Union camerounaise | Union camerounaise | Union camerounaise | Union camerounaise |  |  |  |  |  |  |                                   |  |  |  |  |  | Cameroon United Congress | Cameroon United Congress | Cameroon United Congress | Cameroon United Congress | Cameroon United Congress | Cameroon United Congress |  |  |  |  | Cameroon People's National Convention | Cameroon People's National Convention | Cameroon People's National Convention | Cameroon People's National Convention | Cameroon People's National Convention | Cameroon People's National Convention |  |  |  |  |  |  |  |  |  |  |  |  |  |  |  |  |  |  |  |  |
|                    |                    |                    |                    |                    |                    |  |  |  |  |  |  |                                   |  |  |  |  |  |                          |                          |                          |                          |                          |                          |  |  |  |  |                                       |                                       |                                       |                                       |                                       |                                       |  |  |  |  |  |  |  |  |  |  |  |  |  |  |  |  |  |  |  |  |
|                    |                    |                    |                    |                    |                    |  |  |  |  |  |  | Union nationale camerounaise      |  |  |  |  |  |                          |                          |                          |                          |                          |                          |  |  |  |  |                                       |                                       |                                       |                                       |                                       |                                       |  |  |  |  |  |  |  |  |  |  |  |  |  |  |  |  |  |  |  |  |

### Du fédéralisme à l'unitarisme
Le 6 mai 1972, Ahidjo annonce sa décision de transformer la République fédérale en un État unitaire, à condition que l'idée soit soutenue par référendum. Cette suggestion viole les articles du document de Foumban qui stipulent : « toute proposition de révision de la présente constitution, qui porte atteinte à l'unité et à l'intégrité de la Fédération, est irrecevable » et « les propositions de révision sont adoptées à la majorité simple des membres de l'Assemblée fédérale, à condition que cette majorité comprenne une majorité des représentants [...] de chacun des États fédérés ». Ces violations ont facilement permis l'adoption du référendum qui a transformé la république fédérale en république unie du Cameroun. En 1984, le successeur d'Ahidjo, Paul Biya, a remplacé le nom république unie du Cameroun par république du Cameroun, le même nom que le Cameroun francophone avait avant les pourparlers de la fédération. Avec les changements apportés à la Constitution de 1996, la référence à l'existence d'un territoire appelé le Cameroun occidental qui avait un « gouvernement autonome fonctionnel et des frontières internationales reconnues » a été essentiellement effacée.

## Institutions

### Exécutif
L'électorat élit, pour un mandat quinquennal, au suffrage universel direct et secret le président de la République fédéral et un vice-président originaire d'un État fédéré différent de celui du président. Le président est le chef des Forces armées, de l'État et du gouvernement fédéraux.

### Législatif
L'Assemblée fédérale est composée de 50 députés calculés sur la base 1 député pour 80 000 habitants. Ils sont repartis comme suit : 40 députés pour le Cameroun oriental et 10 pour le Cameroun occidental,. Au Cameroun oriental, les 40 députés étaient divisés selon les régions : 14 députés pour le Nord, 10 pour le Centre-sud, 8 pour l'Ouest, 5 pour le Littoral et 3 pour l'Est.

#### Au Cameroun occidental
Le Cameroun occidental possède une Assemblée des chefs traditionnels et une Assemblée législative. L'Assemblée législative du Cameroun occidental est composée de 37 représentants.

#### Au Cameroun oriental
Le pouvoir traditionnel n'ayant pas été officiellement reconnu sur l'échiquier politique de l'ancien Cameroun français, l'Assemblée législative de cette partie de la république fédérale du Cameroun est monocamérale.

### Judiciaire
La Cour fédérale de justice statue sur les litiges qui opposent un État contre la République ou les deux États. Chaque État possède leur propre Cour suprême.
Les magistrats de la Cour fédéral de justice sont nommés par le président de la République, assisté d'un conseil fédéral de la magistrature.

## Politique
Au Cameroun français : Ahmadou Ahidjo, président de la république du Cameroun élu le 5 mai 1960. 
Au Cameroun britannique : John Ngu Foncha, premier ministre élu et intronisé le 1er février 1959, et Salomon Tandeng Muna, membre du Parti démocratique national du Kamerun. 
Emmanuel Mbela Lifafe Endeley est une personnalité politique camerounaise d'ethnie Bakweri de la Région du Sud-Ouest mais qui a milité pour le rattachement du Cameroun méridional à la Fédération du Nigeria.  

### Les partis politiques
Les deux principaux partis politiques qui ont participé à la construction de la république fédérale du Cameroun sont l'Union camerounaise (en) d'Ahmadou Ahidjo et le KNDP de Salomon Tandeng Muna et John Ngu Foncha.
Lors de l'élection législative du Cameroun occidental de 30 décembre 1961 (en), le KNDP remporte 55% des voix et gagne 25 sièges de représentants. La Convention nationale du peuple camerounais d'Emmanuel Endeley gagne 27 % des voix et 10 sièges de représentants. Les deux autres siège sont représentés par des représentants indépendants.
Le 3 avril 1962, l’Assemblée législative du Cameroun oriental élit 40 députés issus de l'UC (en) à l'Assemblée fédérale et le 4 avril 1962, l'Assemblée du Cameroun occidental élit dix représentants du KNDP.

## Symboles nationaux

Monument de la Réunification

Les symboles nationaux de la république fédérale du Cameroun sont quasiment ceux de la république du Cameroun. 

### Le drapeau
Le drapeau de la république fédérale du Cameroun est vert rouge jaune, trois bandes verticales d'égales dimensions. Pour représenter les deux États, la bande verte est frappée de deux étoiles d'or.

### La devise
La devise de la république fédérale du Cameroun est : Paix, Travail, Patrie.

### Hymne national
L'hymne national de la république fédérale du Cameroun est : « Ô Cameroun berceau de nos ancêtres », le chant de ralliement composé par les élèves de la première promotion (1925-1928) de l'École normale de Foulassi.

### Langues officielles
La république fédérale du Cameroun est bilingue. Les langues officielles sont le français et l'anglais.

### Capitale
Yaoundé est le siège des institutions de la république fédérale du Cameroun. Buéa est la capitale de l'État du Cameroun occidental.